# حزب رهایی خلق
حزب رهایی خلق (به ترکی: Halkın Kurtuluş Partisi, HKP) یک حزب سیاسی چپ‌گرا، مارکسیست-لنینیست و ضد امپریالیست در کشور ترکیه است. حزب رهایی خلق حول عقاید و آرای حکمت کیویلجیملی شکل گرفته‌است.
حزب رهایی خلق در ۱۵ ژوئن ۲۰۰۵ و در سی و پنجمین سالگرد مقاومت کارگری ۱۵-۱۶ ژوئن تأسیس شد.
حزب رهایی خلق خود را به لحاظ سیاسی میراث‌دار دو حزب وطن و کمونیست تلقی می‌کند. حزب وطن در سال ۱۹۵۴ توسط حکمت کیویلجیملی تأسیس شد و حزب کمونیست اول ترکیه نیز در سال ۱۹۲۰ توسط مصطفی صبحی بنیان‌گذاری گردید.
حکمت کیویلجیملی (۱۹۷۱-۱۹۰۲) در سن ۱۷ سالگی یک فرماندهٔ چریک در جنگ استقلال ترکیه بود که عمر خود را وقف پیکار طبقاتی طبقهٔ کارگر کرد و حزب رهایی خلق (هـ.ک.پ) خود را میراث‌دار وی دانسته و از عقاید و تئوری‌های وی تبعیت می‌کند.
نورالله آنکوت که از سال ۲۰۰۵ رهبری حزب رهایی خلق را بر عهده دارد یک مدرس بازنشستهٔ فلسفه اهل قونیه است.
هـ.ک.پ در سال ۲۰۱۴ حق شرکت در انتخابات محلی را به دست آورد و توانست ۲۶۶۵۴ رأی کسب کند. این حزب همچنین در انتخابات سراسری ژوئن ۲۰۱۵ نیز با ۵۵۰ نامزد از ۸۵ حوزهٔانتخابیه مشارکت کرد و ۶۰۳۹۶ رأی معادل با ۰/۱۳ درصد از آرا را به دست آورد. در انتخابات نوامبر ۲۰۱۵ نیز حزب رهایی خلق ۸۳۰۵۷ رأی معادل با ۱/۱۷ درصد از آرا را به دست آورد.

## شکایت از اردوغان و داووداوغلو
پس از آنکه صدات پکر از رهبران مافیای ترکیه اطلاعاتی را در رابطه با حمایت تسلیحاتی حزب حاکم عدالت و توسعه از جبهه النصره افشا کرد، حزب رهایی خلق اعلام کرد که از طریق وکلای خود علیه مسئولانی که در خلال جنگ سوریه از تروریست‌ها حمایت کرده و سلاح برای آن‌ها ارسال کرده‌اند شکایت خواهد کرد. در این شکوائیه از اردوغان رئیس جمهور و رئیس حزب عدالت و توسعه، احمد داووداغلو نخست وزیر وقت، افکان علا وزیر کشور، هاکان فیدان رئیس سازمان اطلاعات ترکیه (میت)، عدنان تانریوردی رئیس سابق SADAT، ملیح تانریوردی رئیس فعلی SADAT، اعضای SADAT، متین کراتلی رئیس امور اداری نهاد ریاست جمهوری، مراد سانجاک و رمضان اوزتورک دو بازرگان، ابوعبدالرحمان مدیر اقتصادی جبهه النصره، و صدات پکر رئیس مافیای جرایم سازمان‌یافته شکایت شده و اتهاماتی از قبیل آغاز جنگ با کشور همسایه سوریه بدون تصمیم مجلس، تحریک کردن برای جنگ علیه دولت، رفتارهای خصمانه علیه دولت همسایه مطرح شده‌است. وکلای حزب رهایی خلق درخواست کرده‌اند که این پرونده به دادستانی عمومی دیوان عالی ترکیه ارسال شود.